# Deutschland Archiv

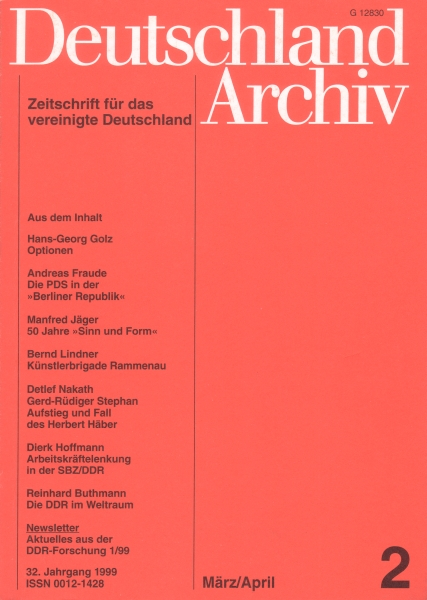
Umschlag der Zeitschrift (1999).

Deutschland Archiv ist ein wissenschaftliches Online-Portal der Bundeszentrale für politische Bildung, das sich vor allem mit Themen der Deutschlandforschung und der DDR-Forschung befasst. Das Portal ging aus der traditionsreichen gleichnamigen Zeitschrift (letzter Untertitel: Zeitschrift für das vereinigte Deutschland) hervor, die Ende 2012 im 45. Erscheinungsjahr eingestellt wurde.

## Zeitschrift

### Geschichte
Das Deutschland Archiv (DA) entstand 1968 aus dem vormaligen SBZ-Archiv, das  seit 1950 mit finanzieller Unterstützung des Bundesministeriums für gesamtdeutsche Fragen im Verlag Kiepenheuer & Witsch erschienen war. Bis 1995 erschien das Deutschland Archiv monatlich, bis Ende 2010 dann sechsmal jährlich im Auftrag der Bundeszentrale für politische Bildung im W. Bertelsmann Verlag.
2010 entschieden die Bundeszentrale und der Verlag, die Zeitschrift parallel online zu vertreiben. Seit Januar 2011 erscheinen die Beiträge monatlich auf der Homepage der Bundeszentrale für politische Bildung. Dieses Angebot war kostenlos. Bis Ende 2012 erschien die Zeitschrift daneben viermal jährlich als Druckversion. Aus Kostengründen wurde zu Beginn des Jahres 2013 die Druckausgabe eingestellt.

### Inhalt
Die Zeitschrift beschäftigte sich unter anderem mit der Geschichte der DDR, dem deutschen Vereinigungsprozess und mit deutschlandpolitischen Themen. Zu den ständigen Autoren gehören unter anderen Erich Loest, Karl Wilhelm Fricke und Wolfgang Templin. Im März 2009 sorgte ein Artikel Helmut Müller-Enbergs’ für Aufsehen, in dem die Mitarbeit des früheren Berliner Polizeibeamten Karl-Heinz Kurras thematisiert wurde, der am 2. Juni 1967 den Studenten Benno Ohnesorg erschoss und inoffizieller Mitarbeiter des Ministeriums für Staatssicherheit (MfS) war.
Ebenfalls für einiges Aufsehen sorgte ein Interview des Historikers Manfred Wilke mit dem ehemaligen Generaloberst der sowjetischen Streitkräfte, Anatolij Grigorjewitsch Mereschko. In diesem Gespräch, das im DA 02/2011 am 4. Februar 2011 veröffentlicht wurde, behauptet Mereschko, er habe den Bau der Berliner Mauer geplant und nicht wie von sich selbst behauptet Erich Honecker. Die Superillu veröffentlichte hierzu einen vierseitigen Bericht. Maria Nooke, stellvertretende Direktorin der Stiftung Berliner Mauer, sagte gegenüber dem Berliner Kurier, man werde sich auf der wissenschaftlichen Tagung zum 50. Jahrestags des Mauerbaus mit der These beschäftigen.
Die Zeit nennt das Deutschland Archiv rückblickend „die wichtigste Zeitschrift für Ost-West-Forschung“. Für die Aufarbeitung der DDR-Geschichte wurden in den 1990er-Jahren unabhängig vom DA die Zeitschriften Horch und Guck (Berlin, seit 2014: Leipzig) und Gerbergasse 18 (Jena) gegründet.